# 山口県立柳井商工高等学校
山口県立柳井商工高等学校（やまぐちけんりつ やないしょうこうこうとうがっこう, Yamaguchi Prefectural Yanai Commercial and Technical High School）は、山口県柳井市に所在する公立の商工高等学校。総合選択制を取り入れている。

## 設置学科
（総合選択制）
- ビジネス情報科（商業に関する学科）
- 機械科（工業に関する学科）
- 建築・電子科 - 建築コース・電子コース（工業に関する学科）

## 概要
歴史
1920年（大正9年）創立の「柳井商業学校」を前身とする。1944年（昭和19年）に工業科を併置し「商工学校」となる。1948年（昭和23年）の学制改革で「柳井商工高等学校」となった後、1972年（昭和47年）に山口県立柳井商業高等学校と山口県立柳井工業高等学校の2校に分離。山口県内の公立高等学校再編の一環で2006年（平成18年）に2校が統合され、34年ぶりに再び「山口県立柳井商工高等学校」として復活した。
校章
柳井のアルファベット表記の頭文字「Y」の文字、「高」の文字、「商工」の文字（縦書き）を組み合わせたものとなっている。

## 沿革
旧制・柳井商業学校
- 1920年（大正9年）7月31日 - 「柳井町立柳井商業学校」として設置される。
- 1941年（昭和16年）2月17日 - 県立移管により「山口県立柳井商業学校」に改称。
- 1944年（昭和19年）4月1日 - 教育ニ関スル戦時非常措置方策により機械科を併置し「山口県立柳井商工学校」と改称。

旧・柳井商工高等学校
- 1948年（昭和23年）
  - 4月1日 - 学制改革により、旧制の商工学校が廃止され、新制高等学校「山口県立柳井商工高等学校」が発足。
  - 5月8日 - 定時制伊陸分校（普通科、家庭科）を設置。
  - 5月15日 - 本校に定時制中心校（商業科、機械科、普通科）を設置。
- 1949年（昭和24年）
  - 4月1日 - 全日制機械科を募集停止し、建築科を設置。
  - 4月30日 - 定時制建築別科を設置。
- 1950年（昭和25年）5月31日 - 定時制建築別科を廃止し、定時制短期課程建築科を設置。
- 1953年（昭和28年）3月31日 - 定時制機械科を短期課程に変更。
- 1962年（昭和37年）4月1日 - 定時制短期課程機械科および建築科を募集停止し、原動機械科を設置。
- 1971年（昭和46年）4月1日 - 原動機械科の募集を停止し、機械科と工業計測科を設置。
- 1972年（昭和47年）
  - 3月31日 - 伊陸分校を閉校。
  - 4月1日 - 山口県立柳井工業高等学校と山口県立柳井商業高等学校の2校に分割される。

旧・柳井工業高等学校
- 1972年（昭和47年）4月1日 - 分離に伴い「山口県立柳井工業高等学校」が発足。機械科・工業測量科・建築科を設置。
- 1989年（平成元年）4月1日 - 工業計測科を電子科へ科名変更。
- 2002年（平成14年）4月1日 - 機械科、電子科、建築科を機械・制御科、建築・情報科に改編。
- 2006年（平成18年）3月31日 - 学校統合により機械・制御科、建築・情報科の募集を停止。

旧・柳井商業高等学校
- 1972年（昭和47年）4月1日 - 分離に伴い事務科を設置。
- 1990年（平成2年）4月1日 - 事務科の募集を停止し、情報管理科を設置。
- 1997年（平成9年）4月1日 - 会計ビジネス科・情報ビジネス科を設置。

現・柳井商工高等学校
- 2006年（平成18年）4月1日 - 柳井工業高等学校と柳井商業高等学校が統合し、34年ぶりに「山口県立柳井商工高等学校」が復活。

## 部活動
運動部
- 硬式野球部（男）
  - 旧・柳井商工・柳井商業時代に全国高等学校野球選手権大会（夏の甲子園大会）に出場経験がある。
    - 柳井商工として
      - 初.1952年（昭和27年）第34回大会

    - 柳井商業として
      - 2. 1975年（昭和50年）第57回大会（23年ぶり）
      - 3. 1977年（昭和52年）第59回大会（2年ぶり）
- 軟式野球部（男）
- バレーボール部（女）
- 剣道部
- バドミントン部
- 少林寺拳法部
- バスケットボール部
- 陸上競技部
- 卓球部
- ソフトテニス部
- 水泳部(休止中) - インターハイで3度の総合優勝経験あり。

文化部
- 吹奏楽部
- 情報研究部
- ワープロ部
- 簿記部
- 音楽部
- ものづくり部
- 美術部
- 文芸部
- 園芸部
- インターアクト部
- 演劇部（休止中）

## 著名な出身者
- あさみちゆき - 歌手（山本陽子）
- 田舛彦介 - タマス（卓球用品総合メーカー/Butterflyブランド）創始者
- 吹田愰 - 元衆議院議員・元自治大臣・元国家公安委員長
- 森永勝也 - 元プロ野球選手
- 大町定夫 - 元プロ野球選手
- 松林和雄 - 元プロ野球選手
- 嶋田哲也 - 元プロ野球選手・プロ野球審判員
- 藤本聖（ジュリエッタ） - お笑い芸人
- 佐々木裕美 - 女子競艇選手
- 田口真彩 - バドミントン選手
- 宮崎友花 - バドミントン選手